# (281764) Schwetzingen
(281764) Schwetzingen est un astéroïde de la ceinture principale.

## Description
(281764) Schwetzingen est un astéroïde de la ceinture principale. Il fut découvert le 24 février 2009 à Calar Alto par Felix Hormuth. Il présente une orbite caractérisée par un demi-grand axe de 2,77 UA, une excentricité de 0,06 et une inclinaison de 2,3° par rapport à l'écliptique.
Il est nommé d'après la ville allemande de Schwetzingen.